# Tumbleweeds (1999)
Tumbleweeds (englisch tumbleweed: ‚Steppenläufer, Steppenroller‘ siehe: Chamaechorie) ist eine US-amerikanische  Tragikomödie von Gavin O’Connor aus dem Jahr 1999 mit Janet McTeer, Kimberly J. Brown und Jay O. Sanders. O’Connor fungiert auch als Co-Autor des Drehbuchs, das er zusammen mit seiner damaligen Frau Angela Shelton schrieb. Das Buch basiert auf Sheltons Kindheitserinnerungen, die dadurch geprägt waren, dass sie einen Großteil ihrer Zeit damit verbrachte, immer wieder umzuziehen, weil ihre Mutter nach gescheiterten Beziehungen einen Neuanfang stets in der Flucht an einen anderen Ort sah.

## Handlung
Mary Jo Walker und ihre 12-jährige Tochter Ava ziehen mal wieder um, diesmal in den Westen der USA, Richtung  San Diego. Avas Mutter sucht dort nach einer erneut gescheiterten Beziehung einen Neuanfang. Mary Jo verließ bereits mit 17 Jahren ihr Elternhaus und war viermal verheiratet. Für Ava ist es nicht so einfach, sich immer wieder neue Freunde suchen zu müssen und mit den ständigen Schulwechseln klarzukommen. Auf ihrer Fahrt entlang der Pazifikküste werfen Mutter und Tochter Teile ihrer Bekleidung aus dem Autofenster. Als sie ein Problem mit ihrem Auto haben, treffen sie den Trucker Jack Ranson, dem sie in Starlight Beach in der Nähe von San Diego, nachdem sie sich dort niedergelassen haben, erneut begegnen. Und wie schon so oft, lässt Mary Jo sich wieder einmal auf einen Mann ein, kündigt ihren langweiligen Job in einer Sicherheitsfirma und begibt sich in Jacks Abhängigkeit. Ava hat derweil in der Schule mit Problemen  zu kämpfen, denn nicht jede Mitschülerin gönnt ihr eine der Hauptrollen in der Schulaufführung Romeo und Julia und ist neidisch ob Avas Talent.
Bei einem Abendessen, zu dem Jack Mutter und Tochter ausführt, kommt es zu einem heftigen Wortwechsel zwischen Jack und Ava und in der Folge zu einem Zerwürfnis zwischen Mary Jo und Jack, als Mary Jo sich seinem Willen nicht beugen will. Ende vom Lied ist,  dass Mutter und Tochter die Nacht in einem Motel verbringen. Schon am nächsten Morgen tritt das ein, was Ava schon kennt, sie befindet sich zusammen mit ihrer Mutter mal wieder auf der Straße, weil die Mutter die Stadt verlassen will. Diesmal begehrt Ava allerdings auf und erzählt ihrer Mutter, dass sie es leid sei von Staat zu Staat umzuziehen und dass es sie störe, dass die Mutter immer nur diesen einen Weg sehe. Nachdem Mary Jo erst einmal hilflos und auch wütend darauf reagiert, dass Ava sich ihr widersetzt hat, denkt sie nach und erkennt, dass sie so nicht weitermachen kann, da ihr Verhalten negative Folgen für Avas Entwicklung hat.
Mutter und Tochter bleiben, finden Unterschlupf im Haus eines Freundes und Mary Jo einen Job in einer Gärtnerei. Ava findet eine Freundin in einer Klassenkameradin, die vormals neidisch auf sie war, und Mary Jo einen neuen Partner in dem sensiblen Witwer Dan Miller, ihrem ehemaligen Vorgesetzten aus der Sicherheitsfirma, mit dem sie sich seinerzeit angefreundet hatte und der schon damals Interesse an ihr zeigte und besorgt um Mutter und Tochter war.

## Produktionsnotizen
Gedreht wurde in Agoura Hills, in Eagle Rock, im Lacy Street Production Center in Los Angeles, in Malibu sowie im Norden von Hollywood in Kalifornien.  Premiere feierte der Film am 24. Januar 1999 auf dem Sundance Film Festival. Außerdem lief er am 16. September 1999 auf dem Toronto International Film Festival, im Oktober 1999 auf dem Chicago International Film Festival und am 7. Oktober 1999 auf dem Austin Film Festival, bevor er am 24. November 1999 in Los Angeles und in New York anlief.
Das Budget für den Film betrug pauschal 312.000 $. Am Eröffnungswochenende am 26. November 1999 spielte er in den USA 41.202 $ ein, am 14. Januar 2000 lag er bei Einnahmen von 1.281.176 $.

## Soundtrack
- Private Conversation, geschrieben und dargeboten von Lyle Lovett
- Music to Her Ears (Autor: Robert Williams), dargeboten von Big Sandy and His Fly-Rite Boys
- My Heart Skips a Beat, geschrieben und dargeboten von Emmylou Harris
- One of These Days (Autor: Earl Montgomery), dargeboten von The Shawn Jones Band
- Long Way Down (Autoren: Armen Chakmakian & Shawn Jones), dargeboten von Shawn Jones
- One Night Stand, geschrieben und dargeboten von Lucinda Williams
- Sea of Heartbreak (Autoren: Paul Hampton, Hal David), gesungen von Johnny Cash
- Wink (Autoren: Cary Hudson, Laurie Stirratt), dargeboten von Blue Mountain
- Scientific (Autoren: Matt Boruso, Loudspeaker), dargeboten von Loudspeaker
- 6 Dances from Terpsichore (komponiert von Michael Praetorius), dargeboten von The Collegium Terpsichore
- Bow Down (Autoren: Leah Andreone, Bob, Marlette, John Lowery), dargeboten von Leah Andreone
- California (Autor: Robert Bradley), dargeboten von Robert Bradleys Blackwater Surprise

## Kritik
Stephen Holden von der New York Times bestätigte dem Film ein „dezent produziertes Stück Amerika“ zu sein, dessen zentrale Leistung es sei, „außerordentlich nuanciert“ zu sein. Das Drehbuch gebe mit Feingefühl die Schwingungen der Alltagssprache wieder, sodass der Film an manchen Stellen wie eine Dokumentation wirke. Das Herz des Films jedoch sei die Mutter-Tochter-Beziehung.
Glenn Lovell von Variety erinnerte an Ähnlichkeiten mit den Filmen Alice lebt hier nicht mehr und This Boy’s Life, sprach von einer ungewöhnlichen Beziehung der Hauptakteure und einer erstklassigen Produktion, die auch in den Nebenrollen stark besetzt sei.
Im San Francisco Chronicle schrieb Peter Stapel, dass es leicht abzusehen sei, warum die britische Schauspielerin Janet McTeer für ihre Rolle ausgezeichnet worden sei, da ihre Darstellung der Mary Jo glaubhaft mache, warum Millionen von Frauen, genau wie sie, verzweifelt auf der Suche nach Liebe seien, aber meist dort, wo es nur falsch sein könne. Zwar ähnele der Film in Bezug auf Thema und Handlung dem Filmdrama Überall, nur nicht hier, sei jedoch weit entfernt von einer glatten Hollywood-Produktion und auch nicht belastet mit Star-Power. Gelobt wurde auch das Zusammenspiel von McTeer und Brown, die Mutter und Tochter verkörpern und in ihren komplexen Rollen völlig natürlich seien und berühren würden.

## Auszeichnungen
- Ft. Lauderdale International Film Festival 1999, Gewinnerin des Jury Award „Beste Schauspielerin“ (Janet McTeer), „Bester Independentfilm“ (Gavin O’Connor)
- National Board of Review, USA, 1999, Gewinnerin des NBR Award als „Beste Hauptdarstellerin“ Janet McTeer sowie in der Kategorie „Top Ten Films“
- New York Film Critics Circle Awards 1999, 3. Platz beim NYFCC Award „Beste Schauspielerin“ (Janet McTeer)
- Sundance Film Festival 1999, Gewinner der Filmmakers Trophy (Dramatic) Gavin O’Connor, nominiert für den Grand Jury Prize (Dramatic) Gavin O’Connor
- Oscarverleihung 2000, nominiert Janet McTeer in der Kategorie „Beste Hauptdarstellerin“.
 Der Oscar ging an Hilary Swank mit Boys Don’t Cry.
- Golden Globe Awards 2000, Gewinnerin des Golden Globe Janet McTeer in der Kategorie „Beste Schauspielerin“
- Screen Actors Guild Award 2000, nominiert  als „Beste Schauspielerin in einer Hauptrolle“ Janet McTeer
- Chicago Film Critics Association Awards 2000, nominiert für den CFCA Award Janet McTeer als „Beste Schauspielerin“ und als „Bester Neuling“
- Independent Spirit Awards 2000, Gewinnerin des Independent Spirit Award Kimberly J. Brown „Bestes Debüt in einem Film“, nominiert Janet McTeer als „Beste Hauptdarstellerin“
- Online Film & Television Association 2000, nominiert für den OFTA Film Award als „Beste Nachwuchsdarstellerin“ Kimberly J. Brown
- Online Film Critics Society Awards 2000, nominiert für den OFCS Award Janet McTeer als „Beste Schauspielerin“
- Satellite Awards 2000, Gewinnerin des Golden Satellite Award Janet McTeer als „Beste Schauspielerin in einer Hauptrolle“
- Young Artist Awards 2000, Gewinnerin des Young Artist Award Kimberly J. Brown für die „Beste Darstellung in einem Spielfilm als Nachwuchsschauspielerin“, nominiert für den Young Artist Award in derselben Kategorie als Nebendarsteller Cody McMains
- YoungStar Awards 2000, nominiert für den YoungStar Award Kimberly J. Brown in der Kategorie „Beste junge Schauspielerin in einem Spielfilm-Drama“
- London Critics’ Circle Film Awards 2001, nominiert für den ALFS Award Janet McTeer als „Beste Schauspielerin des Jahres“